# Joan Desgarrigues
Joan Desgarrigues fou un personatge originari del Rosselló que havia professat a l'Orde de l'Hospital de Sant Joan de Jerusalem, de la que havia arribat a ocupar el càrrec de comanador del Mas Déu, la casa mare del Rosselló.
El 15 de novembre de 1411 formà part de la delegació enviada a Sicília pel Parlament per conèixer la situació del conflicte entre Blanca I de Navarra i Bernat IV de Cabrera.
Fou elegit President de la Generalitat de Catalunya, nomenat el 31 de juliol de 1419 durant les Corts de Sant Cugat-Tortosa. Durant el seu mandat com a diputat pel braç eclesiàstic de la Generalitat, el rei Alfons el Magnànim inicia la reconquesta de Sardenya i Còrsega. La necessitat de nou finançament dels catalans, és aprofitada per les Corts per aconseguir drets d'exclusivitat sobre "oficis de jurisdicció", primacia absoluta dels Usatges de Barcelona i de la Constitució, encarregant a la Diputació del General el control de qualsevol extralimitació reial. D'aquesta funció naixeria en 1481 la Constitució de l'Observança.
El 4 de maig de 1426, va sortir de Barcelona capitanejant dues naus de l'Orde amb destí a l'illa de Rodes.